# Glen Rogers
Glen Edward Rogers (Hamilton, 15 de julho de 1962 – Raiford, 15 de maio de 2025), também conhecido como "The Cross Country Killer" ou "The Casanova Killer", foi um serial killer dos Estados Unidos. Ele foi condenado por dois assassinatos e foi suspeito de vários outros, inclusive sendo investigado pela polícia do condado de Los Angeles como possível suspeito nos assassinatos de Nicole Brown Simpson e Ronald Goldman, no Caso O. J. Simpson, embora até 2020 essas alegações não tenham sido provadas. Rogers esteve na lista dos Dez Fugitivos Mais Procurados do FBI depois de seu envolvimento numa onda de crimes que começou em 28 de setembro de 1995 ser confirmado.

## Biografia
Rogers nasceu e foi criado em Hamilton, Ohio, e era um dos sete filhos de Edna (nascida Sears) e Claude Rogers.
Ele foi expulso do colégio antes dos 16 anos e algum tempo depois desse incidente, sua namorada, Deborah Ann Nix, de 14 anos, engravidou de outro homem, com o qual se casou e teve outro filho em 1981, e do qual se separou em 1983, alegando grave abuso físico.

## Os crimes
As autoridades suspeitavam que Rogers havia esfaqueado e estrangulado um homem idoso em Ohio em 1993 e quatro mulheres na Califórnia, Mississippi, Flórida e Louisiana. Ele incialmente alegou que o número de assassinatos estava perto de 70, mas depois se retratou, dizendo que estava brincando e que não havia cometido nenhum assassinato.
- Mark Peters (Hamilton, Ohio): em 10 de janeiro de 1994, a polícia recuperou os restos mortais de Mark Peters, um eletricista aposentado e veterano, de 71 anos, em uma cabana pertencente à família de Glen Rogers em Beattyville, Kentucky. Peters recebeu Glen e permitiu que ele morasse em sua casa antes ser dado como desaparecido, em outubro de 1993, junto com seu carro e vários itens pessoais valiosos, incluindo antiguidades, armas e uma coleção de moedas. Rogers também havia desaparecido e foi seu irmão Clay que levou a polícia a revistar a cabana da família em busca de pistas, o que levou à descoberta do esqueleto de Peters, que foi encontrado amarrado a uma cadeira e coberto por uma pilha de móveis.

- Sandra Gallagher (Los Angeles, Califórnia):  em 28 de setembro de 1995, Sandra Gallagher, uma mãe de três filhos de 33 anos, conheceu Rogers no bar McRed's em Van Nuys, Califórnia. No dia seguinte, o cadáver estrangulado e queimado de Gallagher foi encontrado em seu carro perto do apartamento de Rogers em Van Nuys. As autoridades alegam que depois de assassinar Gallagher, Rogers mudou-se para o Mississippi, Louisiana e Flórida, matando uma mulher em cada estado.

- Linda Price (Jackson, Mississippi):  Kathy Carroll, irmã de Linda, disse que ela conheceu Rogers em uma banca de cerveja na Feira Estadual do Mississippi. Ela lembrou que sua irmã dizia repetidamente: "Ele não é bonito?" Rogers e Price dividiram brevemente um apartamento em Jackson, Mississippi. A última vez que Carroll viu sua irmã foi na noite antes do Halloween de 1995, no entanto, no dia seguinte, quando a mãe de Linda levou os netos até a casa da filha para comemorar o Halloween, ela não atendeu a campainha e Rogers havia sumido. Semelhante ao caso de Sandra Gallagher, Price e Rogers haviam se conhecido durante um encontro para beber e como Sandra, Price estava na casa dos 30 anos e era ruiva. Ela foi encontrada morta em uma banheira e tinha sido esfaqueada.[3][4]

- Tina Marie Cribbs (Tampa, Flórida): em 5 de novembro de 1995, Cribbs foi vista saindo do Showtown Bar em Gibsonton, Flórida, com Rogers. Um barman disse à polícia que Rogers havia comprado bebidas para Cribbs e seus amigos e que mais tarde pediu uma carona a Cribbs. Dois dias depois, um membro da equipe de limpeza de um motel de Tampa descobriu o corpo de Cribbs em uma banheira, mesmo local onte o corpo Price havia sido encontrado no Mississippi. Ela havia sido apunhalada no peito e nas nádegas. Um recepcionista do motel disse às autoridades que Rogers havia chegado ao motel alguns dias antes do assassinato. Em 5 de novembro, Rogers pagou por uma noite extra e pediu que seu quarto não fosse limpo. O balconista então viu Rogers colocando seus pertences em um Ford Festiva branco. No dia seguinte, a carteira de Cribbs foi descoberta num acampamento no norte da Flórida. As impressões digitais retiradas de sua carteira foram comparadas com as encontradas no quarto do motel e deram resultado positivo. Em 13 de novembro, Rogers foi preso em Kentucky dirigindo o carro de Cribbs, que ele alegou ter sido emprestado a ele. Ele também disse que Cribbs estava viva quando a havia deixado em Tampa.[4]

- Andy Jiles Sutton (Bossier City, Louisiana): Sutton era conhecida de Rogers. Seu corpo cortado foi encontrado em 9 de novembro de 1995, dentro de um colchão d'água no seu apartamento em Bossier City, Louisiana.[4]

## Prisão, sentença e recursos
Em 13 de novembro de 1995, após fugir de uma perseguição por 20 quilômetros, Rogers foi preso em Waco, Kentucky. O detetive da polícia estadual de estado, Bob Stephens, notou o carro roubado de Cribbs e o seguiu, junto com outra viatura policial dirigida por Charles Cox, enquanto o policial Ed Robinson e outros policiais montaram uma barreira na estrada. Robinson disparou com uma espingarda que atingiu os pneus traseiros, mas não conseguiu parar Rogers. O sargento Joey Barnes bateu com seu carro patrulha no carro roubado de Cribbs e o jogou para fora da rodovia. Stephens, Cox, Robinson, Barnes e outros oficiais cercaram Rogers e o prenderam. A perseguição e prisão de Rogers foram filmadas por uma equipe de noticiários de TV local que estava no local.
Preso, Rogers foi condenado e sentenciado à morte na Flórida pelo assassinato de Tina Marie Cribbs em 11 de julho de 1997 e na Califórnia pelo assassinato de Gallagher em 16 de julho de 1999.
Na Flórida, Rogers apelou à Suprema Corte alegando que o Estado não havia apresentado provas suficientes para apoiar as acusações e que uma testemunha havia sido autorizada a testemunhar sobre uma contravenção pela qual já havia sido condenado na Califórnia. Ele também alegou que a promotoria teve permissão para apresentar um argumento impróprio durante os argumentos finais.
Seu recurso foi adiado até março de 2001 e finalmente foi negado. Em abril de 2005, Rogers entrou com outro recurso, que foi negado em 2011.
Em agosto de 2019, ele permanecia no corredor da morte.

## O Caso O. J. Simpson
O documentário de 2012 My Brother the Serial Killer examinou os crimes de Rogers e incluiu alegações de que Rogers havia matado Nicole Brown Simpson e Ronald Goldman em 1994.  De acordo com o irmão de Rogers, Clay, o criminoso havia dito, antes dos assassinatos, que ele havia conhecido Nicole Brown e "iria derrubá-la".
Durante uma longa correspondência que começou em 2009 entre Rogers e o criador de perfis criminais Anthony Meolis, Rogers escreveu e criou pinturas sobre seus crimes. Durante uma reunião na prisão entre os dois, Rogers alegou que foi contratado por O. J. Simpson para invadir a casa de Nicole e roubar algumas joias e que Simpson disse a ele: "você pode ter que matar a cadela". Em uma entrevista filmada, o irmão de Glen, Clay, afirma que seu irmão confessou seu envolvimento neste crime.

## Na televisão
Rogers foi matéria de um episódio de The FBI Files intitulado "Deadly Stranger" (Temporada 3, Episódio 12). Ele também foi matéria de um episódio de Southern Fried Homicide intitulado "Smooth Talking Devil" (Temporada 3, Episódio 2) em Investigation Discovery (Investigação Discovery).
A série It Takes a Killer do canal The Oxygen, episódio "The Casanova Killer", transmitido em 2 de setembro de 2016, enfoca quatro dos assassinatos ligados a Rogers e a caça ao homem que levou à sua captura.
O filme de 2019, O Assassinato de Nicole Brown Simpson, conta a história contada por Rogers e sua família sobre seu envolvimento com Nicole Brown Simpson. Rogers é retratado por Nick Stahl e Mena Suvari retrata Nicole Brown Simpson.
Seu caso virou também virou um episódio da Investigation Discovery chamado My Brother The Serial Killer, com transmissão pela Netflix, Hulu e Amazon Prime.

## Morte
Rogers foi condenado a morte, pelo governo da Flórida, sendo morto no dia 15 de maio de 2025, aos 62 anos, por injeção letal.

## Atualizações
Em 2019, a mãe de Linda Price, Carolyn Evans, disse à imprensa que Glen havia encantado a todos. "Ele vinha e comia na minha casa. Eu nunca teria sonhado com ele fazendo o que fez. Ele tinha muito carisma, mas era uma pessoa que podia te enganar. Ele realmente nos encantou".